# 1925年の政治
1925年の政治（1925ねんのせいじ）では、1925年（大正14年）の政治分野に関する出来事について記述する。

## できごと

### 1月
- 1月3日 - イタリアのベニート・ムッソリーニが独裁宣言。
- 1月5日 - ネリー・ロスがワイオミング州知事に就任（米国発の女性知事）。
- 1月20日 - 日ソ基本条約締結。日本はソ連を承認。
- 1月25日 - レフ・トロツキー失脚、陸海軍人民委員解任。

### 2月
- 2月19日 - 政府、衆議院に治安維持法案を緊急上程。
- 2月20日 - 国家社会主義ドイツ労働者党（ナチ党）再建。
- 2月21日 - 両国国技館で普通選挙および貴族院改革断行国民大会が開催。

### 3月
- 3月29日 - 普通選挙法案、両院協議会案が成立。

### 4月
- 4月4日 - 高橋是清立憲政友会総裁が引退を表明。
- 4月13日 - 田中義一が政友会総裁に選出される。
- 4月22日 - 治安維持法公布。
- 4月26日 - ドイツ大統領選挙でパウル・フォン・ヒンデンブルクが当選。

### 5月
- 5月1日
  - キプロスが英国の直轄植民地となる。
  - 活動写真フィルム検閲規則、内務省令で発令。
- 5月5日 - 普通選挙法公布。25歳以上の男子に選挙権付与。
- 5月30日 - 上海で五・三〇事件。

### 6月
- 6月2日 - 五・三〇事件対応のため日米伊の陸戦隊が上陸。
- 6月17日
  - ジュネーヴ議定書署名（化学兵器・細菌兵器使用禁止）。
  - ベトナムでホー・チ・ミンがベトナム青年同志会を結成。

### 7月
- 7月1日 - 広州に国民政府が成立。
- 7月18日 - アドルフ・ヒトラー『我が闘争第1巻』公表。
- 7月31日 - 加藤高明内閣、護憲三派体制崩壊による閣内不統一のため内閣総辞職。辞表を奉呈。

### 8月
- 8月2日 - 加藤内閣、憲政会単独で組閣（内閣改造と見做される）。
- 8月8日 - ワシントンD.C.でクー・クラックス・クラン第1回全国大会開催。

### 9月
- 9月18日 - 帝国議会議事堂全焼。

### 11月
- 11月9日 - アドルフ・ヒトラーを保護する組織としてナチス親衛隊設立。

### 12月
- 12月1日
  - ロカルノ条約調印（ライン国境の現状維持と不可侵など）。
  - 農民労働党結成、即日結社禁止。
- 12月12日 - レザー・ハーンがペルシア皇帝（シャー）に即位（パフラヴィー朝の成立）。
- 12月18日 - ソ連で第14回共産党大会開催（スターリンの一国社会主議論が採択、トロツキーの永続革命論は排除）。
- 12月25日 - 第51議会召集。
- 12月28日 - 朝鮮総督府庁舎完成。